# Мироново (Белозерский район)
Мироново — деревня в Белозерском районе Вологодской области.
Входит в состав Визьменского сельского поселения, с точки зрения административно-территориального деления — в Визьменский сельсовет.
Расстояние по автодороге до районного центра Белозерска составляет 70 км, до центра муниципального образования деревни Климшин Бор — 8 км. Ближайшие населённые пункты — Аристово, Борково, Рагозино.
Население по данным переписи 2002 года — 10 человек.